# ティア・ハインズ
ティア・ハインズ（Tia Hinds）は、オーストラリアの女子ラグビー選手。

## プロフィール
- オーストラリアマルブラ出身[1]。
- 身長 164cm、体重 65kg
- かつてはオーストラリアンフットボールの選手だった。

## 略歴
2021年、東京五輪の7人制女子オーストラリア代表に選ばれた。
2024年、パリ五輪の7人制女子オーストラリア代表に選ばれた。